# Báthory András (1597–1637)
Somlyói Báthory András (Lengyelország, 1597 – ?, 1637) Báthory Zsófia apja, a Báthori-család utolsó férfi tagja.

## Élete
Lengyelországban született, apja Báthory István krasznai főispán, anyja Kosztka Zsófia, Kosztka Kristóf leánya. Apjának első, Bebek Zsuzsannával kötött (1580) házasságából származott Báthory Gábor erdélyi fejedelem (1589–1613) és Báthory Anna (1594–1636).
Apját már 1601. február 24-én elvesztette, nem tudni, anyja élt-e még ekkor. Gyermekéveit valószínűleg Lengyelországban töltötte. 1625 körül megnősült, a lengyel Zakreszka Annát vette feleségül, e házasságból egyetlen leánygyermek született 1629-ben, Báthory Zsófia, a későbbi erdélyi fejedelemasszony, II. Rákóczi György felesége. Valószínű, hogy leánya már Szilágysomlyón született, családjával ekkortájt térhetett vissza Erdélybe, ugyanis bátyja, Báthory Gábor fejedelem még 1613-ban utódok nélkül meghalt, és András, mint a Báthori-család utolsó férfi tagja, örökölte a hatalmas Báthory-birtokokat. További sorsa ismeretlen.
1637-ben halt meg. Felesége, Zakreszka Anna több mint 20 évvel élte túl férjét, 1658. március 28-án hunyt el, valószínűleg Erdélyben.